# Jublains

Jublains este o comună în departamentul Mayenne, Franța. În 2009 avea o populație de 685 de locuitori.